# Whitefield (CDP)
Der Whitefield CDP ist ein Census-designated place in der Town of Whitefield im Coös County im US-Bundesstaat New Hampshire. Die Volkszählung von 2020 erfasste 1.460 Einwohner. Der CDP wurde im Jahr 2002 erstmals vom Census definiert. Er umfasst den Kernort der Town of Whitefield.

## Lage
Der CDP liegt bei den Koordinaten 44° 22' 16.71" Nord und 71° 36' 35.83" West auf einer Höhe von 289 Metern über dem Meeresspiegel am Johns River, der hier von der US-3 gequert wird. Die 4,1 km² große Fläche des Gebietes besteht laut US-Census Bureau nur aus Landfläche.